# آفتاب‌پرست تهرانی
آفتاب‌پرست تهرانی (نام علمی: Heliotropium bovei) نام یک گونه از سردهٔ آفتاب‌پرست است. سردهٔ آفتاب‌پرست در ایران ۴۷ گونهٔ علفی یک ساله و چند ساله دارد که در سراسر ایران پراکنده‌اند. آفتاب‌پرست تهرانی یکی از ۴۷ گونهٔ موجود در ایران است.